# Cmentarz w Radości
Cmentarz w Radości – cmentarz rzymskokatolicki znajdujący się na osiedlu Radość w warszawskiej dzielnicy Wawer.

## Historia
Powstał w 1932 i służył wiernym parafii katolickiej w Radości. Na cmentarzu znajduje się symboliczna mogiła żołnierzy Wojska Polskiego poległych w okolicy podczas obrony Warszawy w ramach kampanii wrześniowej, a także grób zbiorowy żołnierzy podziemia i Ludowego Wojska Polskiego. Na cmentarzu znajduje się wydzielona kwatera dziecięca.
Cmentarz ma kształt nieregularny, zbliżony do prostokąta. 

## Pochowani
- Jerzy Maria Ateński (1889−1951) – podsekretarz stanu
- Henryk Batowski (1907−1982) – ksiądz kanonik
- Aleksander Biernacki (zm. 1963) – szambelan papieski, proboszcz miejscowej parafii
- Władysław Foland (zm. 1951) – artysta malarz
- Adam Frączek (1935−2020) – psycholog
- Stanisław Milski (1897−1972) – aktor
- Karol Mondral (1880−1957) – artysta malarz
- Janusz Rewiński (1949−2024) − aktor, satyryk i polityk, poseł na Sejm I kadencji.
- Stanisław Roszkowski (1917−2019) – lekarz internista
- Mieczysław Skrzypiński (zm. 1950) – artysta malarz
- Lidia Ostałowska (1954−2018) – dziennikarka, reportażystka
- Stanisław Sudoł (1928−2020) – ekonomista